# Josip Kopjar
Josip Kopjar (Orehovec kraj Novog Marofa, 4. ožujka 1941. – Nevinac kraj Bjelovara, 31. srpnja 2004.) bio je hrvatski katolički svećenik, dekan bjelovarskog dekanata od 1989. do 2004. godine.

## Životopis
Rođen je 1941. u Orehovcu kraj Novog Marofa, u župi Remetinec. Nakon pučke škole polazi sjemenište i klasičnu gimnaziju u Zagrebu, gdje je položio maturu 1960. Kao redovni student završio je šestogodišnji studij na Bogoslovnom fakultetu u Zagrebu te je zaređen za svećenika 29. lipnja 1967. Prvu godinu nakon ređenja, pomagao je po raznim župama, a od 1968. do 1970. bio je kapelan u Bjelovaru kod župnika Mije Jagodara. Imenovan je župnikom u Nevincu kraj Bjelovara, 19. veljače 1970. i tamo je ostao do smrti. Godine 1972. privremeno se brinuo i za župu Velika Pisanica. U Nevincu je radio na katehizaciji. Organizirao je pučke misije.[nedostaje izvor] Temeljito je obnovio crkvu sv. Katarine u Nevincu[nedostaje izvor] i pomogao obnovi kapelice Svetog Križa na Vojnoviću u Bjelovaru. Organizirao je brojne pothvate za opće dobro mjesta i župe. Zagrebački nadbiskup, kardinal Franjo Kuharić, imenovao ga je 25. siječnja 1989. dekanom Bjelovarskog dekanata. Bio je na toj dužnosti do smrti. Pokopan je na mjesnom groblju u Nevincu. 